# Tolerância periférica
Tolerância periférica é uma tolerância imunológica desenvolvida após as células T e B terem amadurecido e se movimentem para a periferia. As células são controladas através de mecanismo de tolerância periférica. Este incluem a supressão das células auto-reactivas por células T reguladoras e a geração de hiper-responsividade em linfócitos que encontram antigénios na ausência de sinais co-estimulatórios que acompanham a inflamação.